# Kerkgeschiedenis van Wapenveld
De kerkgeschiedenis van Wapenveld (vanaf 1840 tot heden), gemeente Heerde, een overwegend protestants dorp aan de rand van de Veluwe, is niet conform de gemiddelde  landelijke gang van zaken, maar wel typerend voor de Bijbelgordel. Wapenveld heeft vijf kerken op 6000 inwoners.

## Geschiedenis

### Begin
In 1840 werd de hervormde gemeente gesticht aan de Kerkstraat; daarmee was de eerste Wapenveldse kerk, los van Heerde, een feit. In 1834 vond de Afscheiding plaats, in heel Nederland scheidden gereformeerde kerken zich af van de Hervormde Kerk. In de regio rond Wapenveld werden diensten voor de afgescheidenen georganiseerd in molen De Vlijt (Wapenveld). In 1850 ontstonden uit deze bijeenkomsten de gereformeerde kerken in Hattem en Heerde; gelovigen uit Wapenveld ondernamen elke zondag de lange wandeltocht over de Wapenvelderkerkweg naar Heerde.

### Gereformeerde Kerk en Vrijmaking
In 1861 ontstond de gereformeerde kerk te Wapenveld, in 1914 bouwde die naast haar gebouwtje aan het Apeldoorns Kanaal een kerk. In 1944 ontstond een scheuring, de Vrijmaking in de Gereformeerde Kerken in Nederland. Terwijl elders in het land de vrijgemaakten zich meestal losmaakten van de plaatselijke gereformeerde kerk, gebeurde in Wapenveld het omgekeerde: het grootste deel van de kerk ging mee met de Vrijmaking. Degenen die verbonden wilden blijven met de synode, bouwden de Petruskerk aan de Kwartelweg.

### Hervormde gemeentede Kandelaar
In 1954 ging een zondagsschool van start in de Jan Ligthartschool. In 1961 werden van hier uit voor het eerst samenkomsten gehouden, in 1967 ontstond een hervormde gemeente, om die mensen te bedienen die zich niet konden vinden in de hervormde gemeente aan de Kerkstraat, die een Gereformeerde Bondssignatuur heeft. Om zich te onderscheiden van die andere gemeente nam de jonge gemeente in 1978 de naam De Kandelaar aan.

### Binnen of buiten verband?
De gereformeerde kerk aan de Kanaaldijk was sinds 1944 vrijgemaakt. In 1967 was er een scheuring binnen de Gereformeerde Kerken vrijgemaakt. Op de meeste plaatsen in Nederland verlieten de "buitenverbanders" de plaatselijke kerk, maar in Wapenveld kwam in 1969 de kerk in haar geheel "buiten verband" te staan. Later gingen de kerken buiten verband zich Nederlands Gereformeerde Kerken noemen. De leden die binnen verband wilden blijven, vormden een eigen gemeente, die later de Sionskerk bouwde. Sinds 3 januari 2016 vormen deze twee kerken een samenwerkingsgemeente. Als één gemeente gaat zij verder onder de naam, Gereformeerde kerk “De Brug”. De kerkdiensten vinden plaats in het kerkgebouw aan de Kanaaldijk 57 te Wapenveld.

### Filadelfiagemeente
In 1969 werden er in Hattem door enthousiaste leden van de plaatselijke baptistengemeente opwekkingssamenkomsten belegd. Toen bleek dat de meerderheid van de kerkenraad van de baptisten het enthousiasme niet deelde, werden de bijeenkomsten voortaan belegd in een garage aan de Kwartelweg in Wapenveld. Er ontstond een gemeente, de Filadelfiagemeente, die een eigen gebouwtje heeft aan de Vinkenweg en lid is van de Verenigde Pinkster- en Evangeliegemeenten.

### Protestantse Kerk: fusie en scheuring
In 2004 werd landelijk de fusie tussen de Gereformeerde Kerken in Nederland, de Nederlandse Hervormde Kerk en de Evangelisch-Lutherse Kerk een feit. De hervormde gemeente aan de Kerkstraat raakte daardoor leden kwijt die niet met deze fusie konden instemmen, en zich aansloten bij de opgerichte Hersteld Hervormde Kerk in een van de omliggende plaatsen. De gereformeerde Petruskerk aan de Kwartelweg en de hervormde gemeente “de Kandelaar” hadden in 2001 al besloten om samen te gaan en vormen nu samen de Protestantse Kerk Wapenveld.

## Overzicht

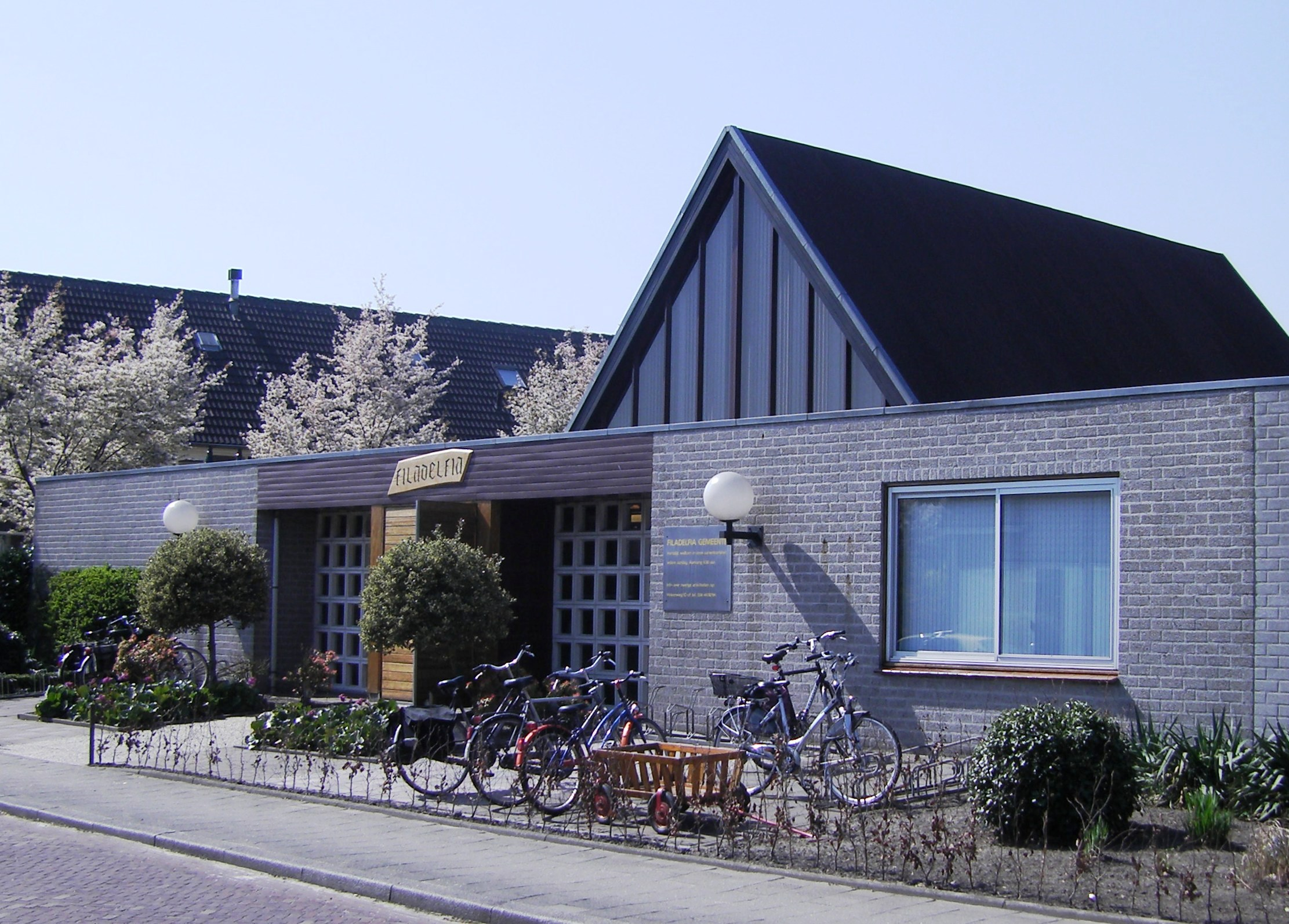
Gebouwtje van de Filadelfiagemeente

### PKN
- Hervormde Gemeente Wapenveld: de oudste kerk van Wapenveld (Gereformeerde Bond).
- Protestantse Kerk te Wapenveld: fusie van de gereformeerde Petruskerk en de hervormde gemeente De Kandelaar.

### Gereformeerd
- Nederlands Gereformeerde Kerk Wapenveld: de oudste gereformeerde kerk van Wapenveld (tot 1944 behorend tot de Gereformeerde Kerken in Nederland, tussen 1944 en 1969 behorend tot de Gereformeerde Kerken vrijgemaakt).
- Gereformeerde Kerk vrijgemaakt.

### Evangelisch
- Filadelfiagemeente.